# Powder Town
Pour plus de détails, voir Fiche technique et Distribution.
Powder Town est un film américain réalisé par Rowland V. Lee, sorti en 1942.

## Synopsis
Le jeune J. Quincy Pennant est un scientifique brillant mais distrait, qui expérimente une méthode explosive permettant de diriger une onde de choc au-delà des obstacles pour qu'elle atteigne une cible éloignée. Il est envoyé dans une ville poudreuse en plein essor qui se développe autour d'un arsenal et d'une usine de munitions, où la croissance démographique a attiré des criminels, des espions étrangers et des saboteurs.
Pennant est placé dans une pension de famille qu'il est le seul homme à partager avec cinq artistes féminines qui travaillent dans un casino local dirigé par des gangsters. L'exubérant et physiquement imposant Jeems O'Shea, chef des singes à poudre de l'usine, et son flagorneur Billy arrivent à la maison. O'Shea se montre brutal avec les dames, les poursuivant dans la pension et s'amusant à les molester. Pennant donne à O'Shea un coup de poing désinvolte qui le déséquilibre et le fait tomber dans la cage d'escalier, l'assommant d'un coup, au grand étonnement de tous.
Lorsque Pennant se présente à l'usine, il rencontre officiellement O'Shea, qui est d'abord surpris que Pennant ne soit pas le géant qu'il pensait être. Il tente d'intimider Pennant qui est trop distrait pour comprendre les menaces. O'Shea perçoit cela comme un courage nonchalant, une qualité très respectée parmi les ouvriers des munitions. Lorsque Pennant développe son concept d'explosif à onde de choc, il reçoit son propre pistolet et O'Shea lui sert de garde du corps.
Pennant tombe amoureux de Sally Dean, qui vit également à la pension de famille. À son insu, elle a été payée par le chef des gangsters, Oliver Lindsay, pour voler la formule explosive.
Les choses se gâtent lorsque O'Shea emmène le naïf Pennant pour une soirée en ville. Le scientifique naïf n'est pas au courant de plusieurs tentatives d'assassinat et d'enlèvement par des agents ennemis. O'Shea prend cela comme une preuve de sang-froid. Pennant est initié à sa première boisson alcoolisée, après quoi il fait sauter la banque au casino, gagnant 900 dollars et l'admiration de toutes les femmes. Les gangsters déclenchent une bagarre pour attaquer Pennant et récupérer leur argent, mais O'Shea les démolit, ainsi que le casino.
Le Dr Wayne, qui dirige l'usine de munitions, menace de renvoyer Pennant lorsqu'il apprend que ce dernier a joué et fréquenté les femmes "gays" du casino, mais Pennant insiste pour continuer à voir Sally, à qui il a confié la formule secrète pour qu'elle soit conservée.
Pendant ce temps, les agents ennemis ainsi que Lindsay poursuivent leurs efforts pour obtenir la formule de Pennant. Les gangsters partent à la recherche de Pennant à l'usine mais trouvent O'Shea sur leur chemin. Ils tentent de faire sauter l'usine et déclenchent une minuterie de 5 minutes avec des explosifs sur un chariot dans la salle de dynamite après avoir ligoté O'Shea et Pennant. Ils s'enfuient à l'arrivée du Dr Wayne, des gardes et des filles. O'Shea et Pennant sont libérés à temps pour pousser le chariot d'explosifs en bas de la colline, où il entre en collision avec la voiture en fuite et la détruit.
Les deux héros reviennent ensuite vers le Dr Wayne et les filles qui embrassent leurs hommes, et le film se termine sur un baiser. On montre au Dr Wayne la formule codée écrite sur un mur dans le bureau de l'usine.

## Fiche technique
- Titre français : Powder Town
- Réalisation : Rowland V. Lee
- Scénario : David Boehm, Vicki Baum et Max Brand
- Photographie : Frank Redman
- Société de production : RKO Pictures
- Pays d'origine : États-Unis
- Format : Noir et blanc - 1,37:1 - Mono
- Date de sortie : 1942

## Distribution
- Victor McLaglen : Jeems O'Shea
- Edmond O'Brien : J. Quincy 'Penji' Pennant
- June Havoc : Dolly Smythe
- Marion Martin : Sue
- Mary Gordon : Mme Douglas
- George Cleveland : Gus
- Eddie Foy Jr. : Billy Meeker